# Konstrakta
Ana Đurić (en serbio cirílico: Ана Ђурић; Belgrado, 12 de octubre de 1978), conocida artísticamente como Konstrakta (Констракта), es una cantante y compositora serbia. También es miembro del grupo alternativo Zemlja gruva! (Земља грува!), que ganó gran popularidad en la década de 2010. Con la canción "In corpore sano", representó a Serbia en el Festival de la Canción de Eurovisión 2022.

## Biografía
Ana Đurić, cuyo apellido de nacimiento es Ignjatović (Игњатовић), se puso el seudónimo de Konstrakta cuando tenía 20 años, porque le gustaba componer rimas de una manera específica, matemáticamente, en consonancia con su profesión: la arquitectura. El seudónimo significa ser racionalmente emocional.
Primero formó parte de la banda Mistakemistake, y luego se unió al grupo Zemlja gruva!, que fue creado en 2007.
Su marido también es arquitecto. Juntos tienen una hija llamada Lena y un hijo llamado Nikola.
Por otro lado, Konstrakta apareció en la película "Nebeska tema" ("Небеска тема") sobre Vlado Divljan en 2019.
En 2020 participó en la conferencia sobre prevención del tabaquismo "Možemo li da razgovaramo?" (en español: "¿Podemos hablar?").

## Carrera

### Zemlja gruva!
Konstrakta es la autora de muchas canciones de esta banda. Algunas de ellos son: "Šta stvarno želiš", "Mama", "Tuga" y "Đango".

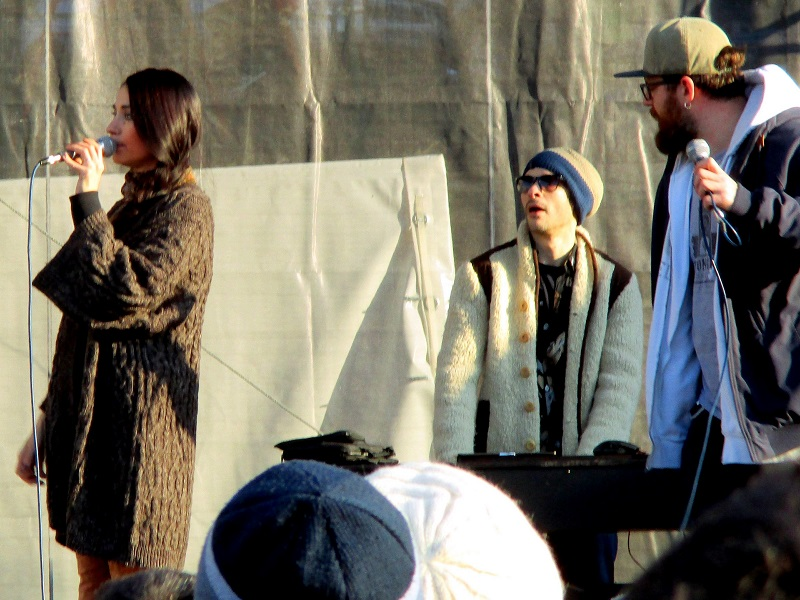
Zemlja gruva con Konstrakta cantando en el concierto de Año Nuevo en el municipio de Banovo Brdo de Belgrado 2017

### Carrera en solitario
La primera canción en solitario bajo este seudónimo fue lanzada en 2019 bajo el nombre de "Žvake". Su segundo sencillo en solitario se llamó "Neam šamana" (2020), el cual dice que está inspirado en un texto que leyó sobre Emina Jahović, quien buscó la ayuda de un chamán después del divorcio. Debido a que esto se podía malinterpretar, enfatizó que amaba a Emina, especialmente como colega, ya que también es compositora. Ambas canciones forman parte del proyecto "JBG".
En 2022, lanzó el proyecto musical "Triptih", que trabajó con Maja Uzelac y tres canciones: "In corpore sano", "Nobl" y "Mekano".

#### Festival de la Canción de Eurovisión 2022
El 8 de febrero de 2022 se publicó su canción "In corpore sano" para el Pesma za Evroviziju '22, que fue organizado por la Radio-Televizija Srbije para elegir al representante de Serbia en el Festival de la Canción de Eurovisión 2022.
Konstrakta compuso la canción "In corpore sano" con un compañero de Zemlja gruva!, Milovan Bošković. Con esta canción, se clasificó para la final de la competición y ganó el concurso, consiguiendo representar a su país en Turín. En el festival, se clasificó en la semifinal en tercera posición y obtuvo el quinto puesto en la Gran Final del 14 de mayo, la mejor posición de Serbia en el festival desde 2012.

## Vida privada
Đurić se graduó en la Facultad de Arquitectura de la Universidad de Belgrado. En 2009 se casó con el arquitecto Milan Đurić, con quien tiene un hijo y una hija.

## Discografía

### Sencillos
- 2019 – Žvake
- 2020 – Neam šamana
- 2022 – In corpore sano